# Becca Torché
La Becca Torché (pron. fr. torscié - toʁʃe - 3.016 m s.l.m. ) è una montagna dei Contrafforti valdostani del Monte Rosa nelle Alpi Pennine. Si trova in Valle d'Aosta, sul comune di Challand-Saint-Anselme, sulla cresta spartiacque che separa la Valle del Lys dalla Val d'Ayas nel sottogruppo Frudière-Vlou.

## Caratteristiche

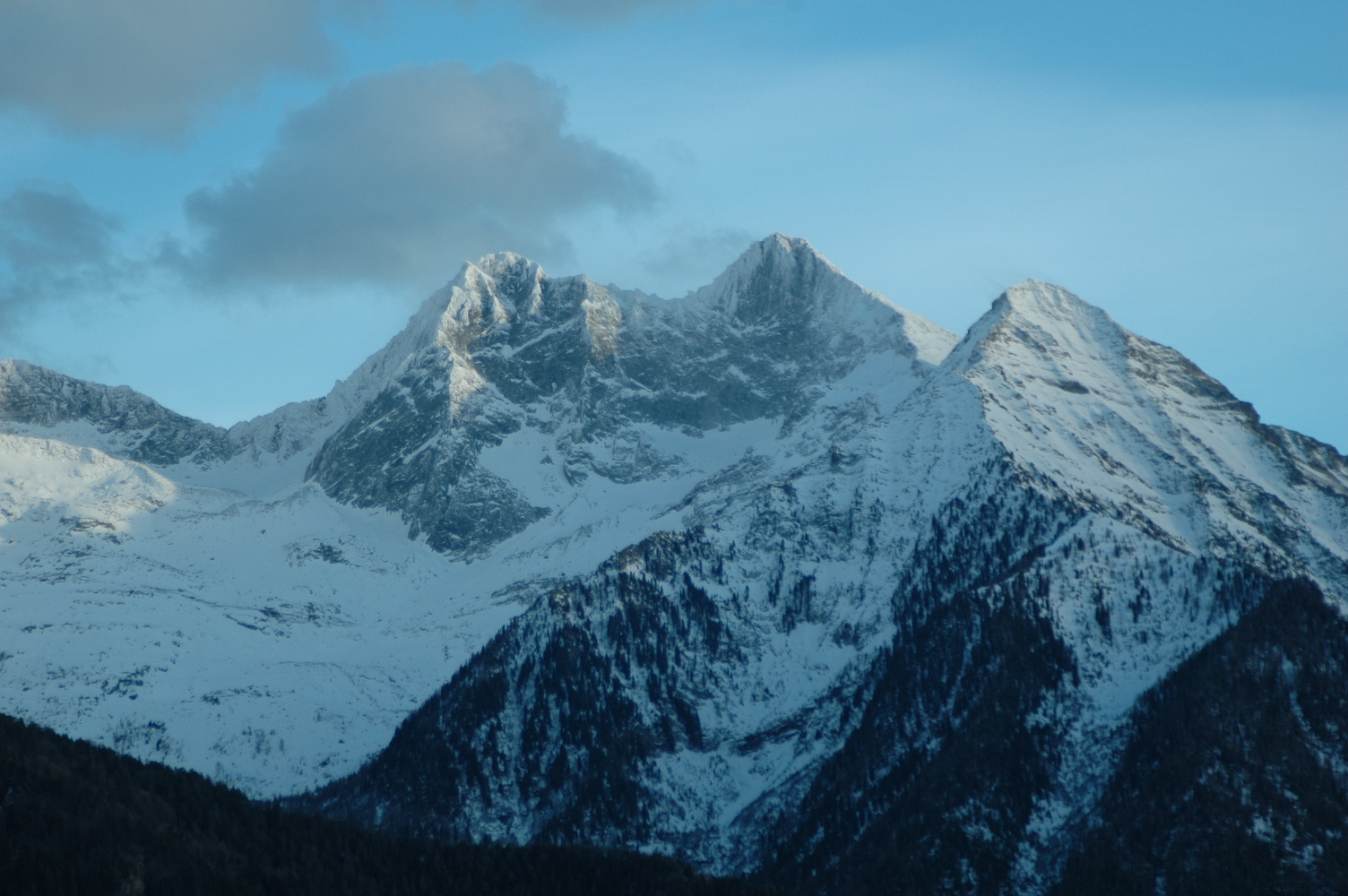
Le Dames de Challand innevate.

La montagna, con la Becca di Vlou e la Becca Mortens, forma le Dames de Challand. Le tre montagne sono particolarmente visibili già risalendo la valle della Dora Baltea e prendono il nome da Challand-Saint-Victor e da Challand-Saint-Anselme, che sorgono ai loro piedi. Particolarmente impressionante è la parete Nord, dove si trova una via di livello molto difficile (TD 5c) aperta negli anni 1920 da Amilcar Crétier, accompagnato da Charrey.

## Salita alla vetta
La montagna è facilmente accessibile da sud, a differenza della Becca di Vlou. La salita, dal lato della Val d'Ayas, può essere effettuata dal Vallone di Chasten (molto lunga e alpinistica) oppure dal Vallone del Dondeuil, passando dall'omonimo colle (più facile ma sempre molto lunga). Da Issime, attraverso il vallone di San Grato.